# Comitato di Békés
Il comitato di Békés (in ungherese Békés vármegye, in tedesco Komitat Bekesch, in latino Comitatus Bekesiensis o Békésiensis o Bikesiensis) è stato un antico comitato del Regno d'Ungheria, situato nell'attuale Ungheria sudorientale. Capoluogo del comitato era la città di Gyula.

## Geografia fisica
Il comitato di Békés confinava con gli altri comitati di Csongrád, Jász-Nagykun-Szolnok, Hajdú, Bihar, Arad e Csanád. Situato in una zona completamente pianeggiante, era bagnato dai fiumi Berettyó e Körös.

## Storia
Il comitato di Békés corrisponde all'attuale contea di Békés nel nome ma non nell'estensione, in quanto l'attuale provincia riunisce, oltre all'antico comitato omonimo, alcuni frammenti di altri comitati. In particolare, per effetto della riforma amministrativa ungherese del 1950, alla contea di Békés furono annesse la parte nordorientale del soppresso comitato di Csanád-Arad-Torontál, una parte del comitato di Bihar (l'area intorno a Sarkad e Okány) e una parte del comitato di Jász-Nagykun-Szolnok (il territorio di Dévaványa).